# Dani Filth
Dani Filth, de son vrai nom Daniel Lloyd Davey (né le 25 juillet 1973 à Hertford), est un chanteur britannique. Il est le fondateur et principal inspirateur du groupe de metal extrême Cradle of Filth.

## Biographie
Les premiers groupes de Dani Filth ont été Carnival Fruitcake, The Lemon Grove Kids, PDA and Feast on Excrement. En 1991, délaissant une opportunité dans le journalisme, il fonde avec Darren White (batteur), Jon Richard (bassiste) et Paul Ryan (guitariste) Cradle of Filth, qui est devenu en près de 30 ans de carrière un groupe de metal extrême de premier plan. Dani y assure le chant, écrit les textes, amène les thématiques et les concepts. Ses vocaux plaisants pour certains, toujours aussi insupportables pour les autres, démontrent l'étendue : il semble autant à l'aise en voix de tête hurlée dans des aigus qui atteignent le mi5 que dans les grognements caverneux descendant jusqu'au do-1 grâce à des effets studio. Dani Filth est le seul membre de Cradle of Filth qui soit resté depuis la formation du groupe en 1991. Certains des anciens membres l'ont accusé de s'être approprié le succès du groupe et de l'avoir considéré comme un projet solo.
Dani Filth signe de sa plume une petite chronique (Dani's Inferno) dans le magazine Metal Hammer pendant quelques mois au début des années 1990. En 2003, il prête sa voix au personnage nommé Dominator dans le film d'animation homonyme (Dominator and Fuster-Coicle). Il apparait sur le CD Roadrunner United en 2005 (chant sur Dawn of a Golden Age) et a enregistré avec Claudio Simonetti et le groupe Daemonia, le titre (She's) the Mother of Tears (Mater Lacrimarum), présent sur la bande originale du film La Troisième Mère (The Mother of Tears). Il tient un rôle dans le film Cradle of Fear. Dani Filth a aussi travaillé sur un livre Cradle of Filth : une bible de décadence et de ténèbres avec Gavin Baddeley. Le livre parle d'occulte et de l'œuvre de Cradle of Filth.
Depuis quelque temps, Dani Filth travaille sur un nouveau projet : Temple of the Black Moon, nom d'un nouveau all-star band formé par lui-même, Rob Caggiano (Anthrax, The Damned Things), King Ov Hell (ex-Gorgoroth, Ov Hell) et de John Tempesta (ex-White Zombie, The Cult). Le tout est décrit comme un mélange de Tool et Celtic Frost, avec un soupçon d'Immortal et d'At the Gates. À ce jour, aucune nouvelle n'a été donnée de ce projet, qui, on pense, a finalement été abandonné. En 2012, Dani Filth rejoint le groupe Devilment. En 2018, il apparait également en featuring sur le nouveau titre du groupe de metalcore anglais Bring Me the Horizon intitulé Wonderful Life, sorti d'abord en single le dimanche 21 octobre 2018. Il sort sur l'album Amo de ce même groupe en janvier 2019.

## Vie personnelle
Daniel Lloyd Davey (alias Dani Filth) est né le 25 juillet 1973 à Hertford, de Susan Janet Moore et Laurence John Davey, et est le plus âgé de ses deux sœurs et de son frère : Amanda (1975) Rachel (1979) et Philip (1982), respectivement. Dani Filth suit des études de littérature classique à l'université de Colchester avant de s'en retourner dans son Suffolk natal.
Il épouse sa femme Toni le 31 octobre 2005 à Ipswich. Ensemble, ils ont eu une fille née le 8 février 1999. Filth et Toni sont séparés depuis 2018. Filth est en relation avec une tatoueuse nommée Sofiya Belousova.

## Discographie

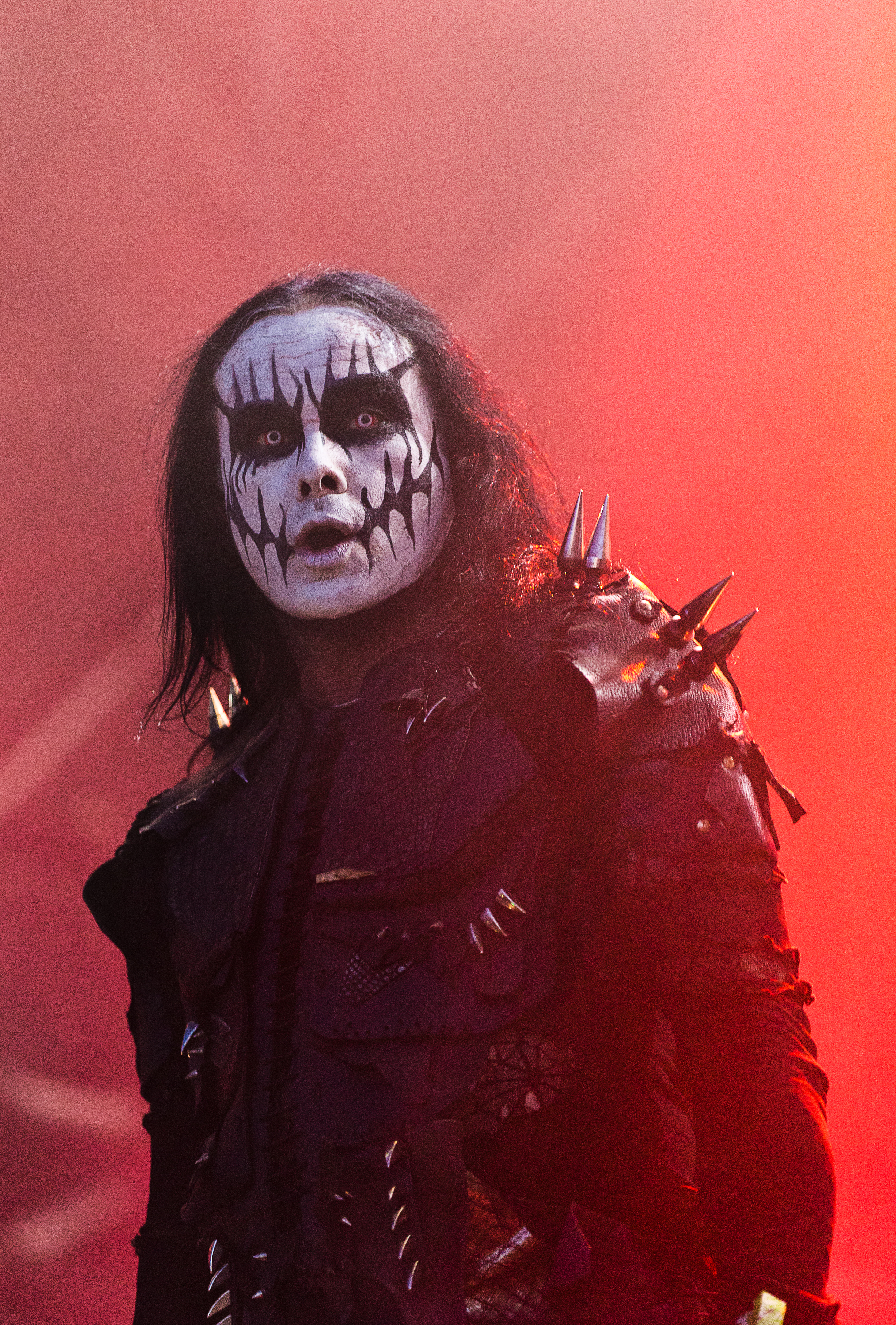
Dani Filth au Rockharz Open Air de 2015, à Ballenstedt (Allemagne).

### P.D.A.
- 1989 : Alcoholocaust in Your Liver (1989)

### Cradle of Filth

#### Démos
- 1992 : Invoking the Unclean
- 1992 : Orgiastic Pleasures Foul
- 1992 : The Black Goddess Rise
- 1992 : Total Fucking Darkness

#### Albums studio
- 1992 : Goetia (jamais édité)
- 1994 : The Principle of Evil Made Flesh (Cacophonus Records, février)
- 1996 : Dusk... and Her Embrace (Music For Nations)
- 1998 : Cruelty and the Beast (Music For Nations)
- 2000 : Midian (Music For Nations, octobre)
- 2003 : Damnation and a Day (Sony Music UK/AbraCadaver)
- 2004 : Nymphetamine (Roadrunner)
- 2006 : Thornography (Roadrunner)
- 2008 : Godspeed on the Devil's Thunder (Roadrunner)
- 2010 : Darkly Darkly Venus Aversa (Peaceville Records/AbraCadaver)
- 2012 : The Manticore and Other Horrors (Peaceville Records/AbraCadaver, octobre)
- 2015 : Hammer of the Witches (Nuclear Blast Records, 10 juillet)
- 2016 : Dusk... and Her Embrace - The Original Sin (Cacophonus Records, 8 juillet)
- 2017 : Cryptoriana – The Seductiveness of Decay (Nuclear Blast Records, 22 septembre)

#### EP
- 1996 : V Empire (Cacophonus Records)
- 1999 : From the Cradle to Enslave (Music For Nations)
- 2001 : Bitter Suites to Succubi (AbraCadaver)
- 2005 : Peace Through Superior Firepower (Roadrunner)
- 2011 : Evermore Darkly (Peaceville Records/AbraCadaver)

#### Autres
- A Pungent and Sexual Miasma (split avec Malediction)
- 2002 : Lovecraft and Witch Hearts (compilation) (Music for Nations)
- 2002 : Live Bait for the Dead (live) (AbraCadaver/Snapper Music)
- 2006 : Nymphetamine edition speciale (réédition spéciale de Nymphetamine avec six pistes bonus et un vidéo clip) (Roadrunner, 2006)
- 2007 : Eleven Burial Masses (live) (Music For Nations)
- 2008 : Harder Darker Faster (réédition spéciale de Thornography avec six pistes bonus) (Roadrunner, 2008)
- 2012 : Midnight in the Labyrinth (Peaceville Records/AbraCadaver, avril 2012) (réenregistrement de titres extraits des 4 premiers opus en version orchestrale)
- 2013 : The Manticore and Other Horrors-Extended Claws (édition spéciale de The Manticore and Other Horrors (Peaceville Records/AbraCadaver)
- 2014 : Total Fucking Darkness (réédition de la démo Total Fucking Darkness en version remastérisée)

#### Bootlegs
- Live in Penafiel, Portugal (bootleg)
- Sodomizing the Virgin Vamps (bootleg) (1997)
- Live In Berlin '95 (bootleg) (1997)
- Haunted Shores of Europe (bootleg)
- I Raped The Virgin Mary and Hung... (bootleg) (1997)
- Vempire Invasion (bootleg) (1999)
- Live at Wacken '99 (bootleg)
- Live at the Dynamo '99 (bootleg)
- The Princess of Darkness (bootleg) (1999)
- Vamperotica - Songs From The Other Side (bootleg) (2000)
- Live at Hard Club Gaia (bootleg)
- Venus In Fear (bootleg) (1999)
- The Beginning of Filthness (bootleg)(2000)
- Raredaemonaeon (bootleg) (2000)
- Live Abortion (bootleg) (2000)
- The Evil's Bitter Sweet (bootleg) (2001)
- Heavy Left Handed and Candid (bootleg) (2002)
- Damnation and a Day Tour 2003 (bootleg) (2003)
- The Rotten Stench of Early Days When We Raped Dead Angels (bootleg)
- Life is Your Sacrifice (bootleg)
- Rock Am Rising 2006 (bootleg)

#### Vidéos
- 1999 : PanDaemonAeon (DVD et VHS)
- 2001 : Heavy Left-Handed and Candid (DVD)
- 2003 : Mannequin (DVD)
- 2003 : Babalon AD (So Glad for the Madness) (DVD)
- 2005 : Peace Through Superior Firepower (DVD)

### Devilment
- 2014 : The Great and Secret Show (Nuclear Blast)
- 2016 : II - The Mephisto Waltzes (Nuclear Blast)

### Apparitions d'invités
- Christian Death - Zodiac (He Is Still Out There...) et Peek a Boo de l'album Born Again Anti Christian (2000)
- Obsidian - Massada de On the Path of Others We Feed (EP) (2000)
- Dr. Haze and the Circus of Horrors - Judgment Day de l'album The Circus of Horrors (Welcome to the Freakshow) (2001) (également inclus sur An Evil Anthology (2013))
- Roadrunner United - chant principal sur Dawn of a Golden Age (2005)
- Claudio Simonetti - Mater Lacrimarum avec la bande originale de La Troisième Mère (2007)
- Sarah Jezebel Deva - This Is My Curse de l'EP Malediction (2012)
- Motionless in White - Puppets 3 (The Grand Finale) de l'album Reincarnate (2014)
- Schoolcraft – Fading Star (2014)
- Simone Simons – The Creator and the Destroyer de l'opéra rock Karmaflow (2015)
- Front de l'Est – Crimson Mourn de l'album EmpirE (2016)
- Bring Me the Horizon - Wonderful Life de l'album Amo (2019) (35e place du Billboard Hot Mainstream Rock Tracks)[8]
- Tank – Shellshock de l'album Re-Ignition (2019)
- The 69 Eyes - Two Horns Up et The Last House on the Left de l'album West End (2019)
- Twiztid - Neon Vamp de l'album Unlikely Prescription (2021)
- Kreator – Betrayer de l'album live Live at Bloodstock 2021 (2022)